# 홀트 앤 캐치 파이어
《홀트 앤 캐치 파이어》(영어: Halt and Catch Fire)는 2014년부터 2017년까지 방영한 미국의 역사 드라마이다.